# Capelio
Capelio là một chi thực vật có hoa trong họ Cúc (Asteraceae).

## Loài
Chi Capelio gồm các loài: